# ぴかれすく〜詐欺師と女と女と女〜
『ぴかれすく〜詐欺師と女と女と女〜（ぴかれすく〜さぎしとおんなとおんなとおんな〜）』は、唐沢俊一による演劇。2015年6月17日より21日まで全8公演が下北沢小劇場楽園にて上演された。
キャッチコピーは「騙し騙されまた騙し!!　悪党だらけのスラップスティック・コメディ。」

## あらすじ
うだつのあがらない結婚詐欺師、日名方三郎は難病を患う娘の千津の治療費を稼ぐため、自称天才詐欺師の槙枝の口車に乗り億万長者である桜観三の愛人だった3人の女性に同時に結婚詐欺をしかける。桜観三の入院が新聞に報じられ、身寄りのない彼の遺産は愛人たち3人の誰かに譲られることが確実だったからだ。
たまたま生活時間帯の違う看護師の朝葉、テレビ局のアナウンサーまひる、銀座のバーのホステス美夜子とアパートの1つ部屋で同棲生活を始めたものの、ギリギリのすれ違いが続き、いつバレてしまうかと落ち着かない日々を送る日名方。
一方で袴田加奈芽をリーダーとする三人娘の振り込め詐欺グループは、終戦時にスイスの銀行に極秘で移された皇室の財宝をネタに、大企業社長のドラ息子・鳥羽山の財産を絞り取ろうと、大がかりな詐欺計画を進めていた。
この二つの詐欺の関係性に警視庁捜査二課の刑事竜崎と緒方が気がつき、日名方の部屋に潜入。さらに槙枝の命を狙うヤクザの鉄砲玉、熊原までもが乗り込んでくる。
ところが入院していた桜観三が病院から姿を消してしまい、彼は召使の枝元と一緒に加奈芽たちのアジトを訪ねる。実は彼は本当に戦時中、皇室の財宝をスイスに移す計画に携わっていたのだ。驚く彼女たちに、観三はある人物の捜査を依頼する。それは彼のただ一人の肉親である、孫の行方だった。
日名方のアパートの6畳の部屋に、三人の妻、二人の刑事、槙枝と熊原、加奈芽たち三人娘と次々に人間が増えていき、さらに何と鳥羽山まで現れる。実は彼は詐欺被害者に扮した、内閣調査室の調査員だったのだ。そこであかされる、日名方の秘密とは……。

## キャスト
- 日名方 三郎 - 結婚詐欺師（実行班）…大橋健一
- 吉山朝葉 - 詐欺被害者（ナース）…橿本恵子
- 金井まひる - 詐欺被害者（人気女子アナ）…草彅真実子
- 瓜生美夜子 - 詐欺被害者（ホステス）…新井利津子
- 槙枝了次 - 結婚詐欺師（作戦班） …竹村太吾
- 熊原猛 - 借金取りのヤクザ…奥村俊
- 竜崎辰之助 - ハードボイルドな刑事…野々川護
- 尾形遥香 - 新米ミーハー刑事…伊藤夕佳
- 袴田加奈芽 - 振り込め詐欺グループリーダー…塩原奈緒
- 山川ナナ - 振り込め詐欺グループ員…李湖
- 小野寺弥生 - 振り込め詐欺グループ員…伊丹愛莉
- 鳥羽山 - 大企業社長のドラ息子…中澤隆範
- 日名方千津 - 三郎の娘。新潟住まい…いのいみーこ
- 只野 - 詐欺被害者…玉腰裕紀
- 枝元信一 - 桜観三の執事…座間富士夫
- 桜観三 - 億万長者。朝葉・まひる・美夜子のパトロン…島敏光／助川玲（日替出演）
- テレビ/ラジオの声…吉田奈穂（声の出演）

## スタッフ
- 作・演出…唐沢俊一
- 演出補…秋葉由美子
- 音楽…水谷紹（東京中低域）主題歌『詐欺師のテーマ』作詞：水谷紹、唐沢俊一 作曲：水谷紹 唄：李湖、塩原奈緒、伊丹愛莉
- 映像…小堤正人
- 舞台監督・美術…入倉津
- 音響…成田章太郎
- 照明…森泉真喜
- 写真…長谷川智紀
- 受付事務：吉田奈穂　伊藤夕佳
- ポスター：マドデザイン
- web製作…眠田直
- グッズ製作：まるた商店＆中野フジヤマ堂
- 制作：（株）テレビランド
- 協力：オレンジチャイム／(株)CＴU／劇団ヨロタミ／ゆみねこ企画／GAIA art entertainment／東京中低域／ヴォイス＆アクターズ道場／JAPANアクターズTV／(有)ウォーマシン

### その他
- これまで唐沢俊一作の舞台演劇では「唐沢俊一プロデュース公演」との表記であったが、この公演より「唐沢俊一ユニット」という表記が使用されている。
- 唐沢俊一の舞台公演中、過去最高の観客動員数を記録した舞台であり、現在までの唐沢の舞台作品の代表作とされている。
- DVDが2015年8月に発売。 唐沢俊一ホームページ で通販、またコミケ等でも販売されている。同時に『詐欺師のテーマ』CDも発売。